# Osbornellus corniger
Osbornellus corniger är en insektsart som beskrevs av Beamer 1937. Osbornellus corniger ingår i släktet Osbornellus och familjen dvärgstritar. Inga underarter finns listade i Catalogue of Life.